# ランドーナージャパン
株式会社ランドーナージャパン（LANDOWNER JAPAN　CO., LTD）は、かつて日本においてベストウエスタンホテルズなどを手掛けていた企業。

## 概要
1989年1月に設立。1993年にアメリカのベストウエスタンホテルズとライセンサー契約を締結し、岐阜県高山市、長崎県長崎市、青森県弘前市にてホテルの運営を行っていた。2010年2月期には約28億200万円の売上があった。
その後、ベストウェスタンホテルニューシティ弘前は他社へ譲渡され、ベストウェスタンホテル高山とザ・ホテル長崎BWプレミアコレクションは、新たに設立されたランドーナージャパン高山マネジメントとランドーナージャパン長崎マネジメントへ運営が移管され、ランドーナージャパンは家賃収入や経営指導料の収入を得ることになった。2021年10月にはランドーナージャパン京都マネジメントによってザ・ホテル京都パレスBWシグニチャーコレクションbyベストウェスタンを開業させた。
しかし、新型コロナウイルスによる宿泊客減少により、ベストウェスタンホテル高山を運営していた高山マネジメント（2021年10月にランドーナージャパン高山マネジメントから商号変更）は、2021年12月3日に岐阜地方裁判所高山支部から破産手続開始決定を受けた他、ザ・ホテル長崎BWプレミアコレクションを運営していたランドーナージャパン長崎マネジメントが2022年3月18日に長崎地方裁判所から破産手続開始決定を受けるなど、経営は悪化していった。ザ・ホテル京都パレスBWシグニチャーコレクションbyベストウェスタンもコロナ禍での開業であったため、集客が伸びなかった。さらに、ザ・ホテル京都パレスBWシグニチャーコレクションbyベストウェスタンの閉館も検討されていたが、多額の違約金が発生したため資金繰りが悪化した。
このため、ランドーナージャパンとランドーナージャパン京都マネジメントの2社は、2022年5月31日に事業を停止して事後処理を弁護士に一任。2社は同年8月4日に名古屋地方裁判所から破産手続開始決定を受けた。負債総額は約50億円。

## 営業していたホテル
- ベストウェスタンホテルニューシティ弘前 - 他社へ譲渡されたと同時にホテルナクアシティ弘前へ名称変更。その後他社へ再度譲渡され、アートホテルシティ弘前へ名称変更。
- ベストウェスタンホテル高山 - 2021年9月20日で営業終了。運営権はソラーレホテルズアンドリゾーツに譲渡され、2021年11月15日からチサングランド高山として開業。
- ザ・ホテル長崎BWプレミアコレクション - ランドーナージャパン長崎マネジメントの経営破綻後に他社へ譲渡され、THE GLOBAL VIEW 長崎として開業。
- ザ・ホテル京都パレスBWシグニチャーコレクションbyベストウェスタン　- 事業停止と同時に閉館。僅か半年ほどの営業期間であった。